# 2013年5月10日日食
2013年5月10日日食是一次日環食，發生於2013年5月10日（西半球為5月9日）。新月當天（即朔日），地球上觀測到月球和太阳的角距離極小，此時月球如果恰好在月球交點附近，穿過太阳和地球之間，與地球、太阳接近一直線，則會出現日食。月球穿過太阳和地球之間，但距地球較遠，本影未能接觸地表，而使偽本影覆蓋的區域內看到月球的角直徑小於太陽，就形成日環食，同時在偽本影兩側數千公里的半影範圍內形成日偏食。此次日環食經過了澳大利亚、巴布亚新几内亚、所罗门群岛、基里巴斯，日偏食則覆蓋了大洋洲的絕大部分區域和周邊部分地區。

## 日食概況

### 出現區域
澳大利亚西澳大利亚州中部偏北地區在5月10日日出時最先看到此次日環食，隨後月球偽本影向東偏北穿過澳大利亚北部，途中穿過卡奔塔利亞灣，離開澳大利亚後經過珊瑚海北部，擦過巴布亚新几内亚東南部，跨越所罗门海後覆蓋了所罗门群岛的部分島嶼。此後偽本影繼續在太平洋上移動，覆蓋了基里巴斯吉爾伯特群島的部分島嶼後在馬拉凱環礁以東約240公里的洋面達到最大食分。偽本影繼續穿過太平洋面，並逐漸轉向東偏南移動，途中覆蓋了基里巴斯莱恩群岛的塔布阿埃蘭環礁，最終結束於馬克薩斯群島東北約1400公里的洋面，由於已跨過國際日期變更線，此時是5月9日日落時分。而環食帶中塔布阿埃蘭環礁雖在國際日期變更線以東，但由於基里巴斯在1995年將莱恩群岛的時區從UTC-10改為UTC+14，陸地上看到的日環食均在5月10日。
僞本影經過的陸地依次包括：
- ：西澳大利亚州中部偏北、北領地中部偏北、昆士蘭州西北部卡奔塔利亞灣沿岸及約克角半島中部偏南；
- ：米爾恩灣省在新幾內亞島上部分的東南部、當特爾卡斯托群島南半部、路易西亞德群島西北部、伍德拉克島及其周圍小島；
- 所罗门群岛：西部省西北半部（除極北端部分島嶼外）、舒瓦瑟爾省除極西北端外的絕大部分、伊莎貝爾省及西北端、馬萊塔省遠離本土的翁通爪哇環礁（英语：Ontong Java Atoll）；
- 基里巴斯：吉爾伯特群島的巴納巴島、馬亞納環礁、塔拉瓦环礁、阿拜昂環礁、馬拉凱環礁，莱恩群岛的塔布阿埃蘭環礁，其中南塔拉瓦是本次環食帶內唯一首都。[3][4]

除了上述狹窄的環食帶內能看到日環食之外，月球半影覆蓋範圍內都能看到日偏食，包括马来半岛南部、南沙群岛南部、马来群岛除蘇門答臘西半部和菲律宾北半部外的部分、大洋洲除澳大利亚遠離本土的麦夸里岛和新西兰東南部外的絕大部分、墨西哥雷维利亚希赫多群岛。其中國際日期變更線兩側大約各有一半，該線以西的部分在5月10日看到日食，以東部分在5月9日看到日食。

此次日環食過程中月影在地表移動的動畫

### 基本參數
- 類型：日環食
- 食甚中心處（位於基里巴斯馬拉凱環礁以東約240公里的太平洋）資料：
  - 時間：2013年5月10日0:25:13.3
  - 地點：2°13.2′N 175°27.9′E / 2.2200°N 175.4650°E
  - 食分：0.9544（環食帶內最大）
  - 偽本影寬度：172.6公里
  - 日環食持續時間：6分3.4秒
- 環食最長處資料：
  - 時間：2013年5月10日0:35:21
  - 地點：2°59′N 177°51′E / 2.983°N 177.850°E
  - 偽本影寬度：173.6公里
  - 日環食持續時間：6分4.3秒（環食帶內最長）[6]

## 觀測
數千名遊客前往澳大利亚昆士蘭州觀看了此次日環食，而昆士蘭州部分地區在6個月前出現過一次日全食，此前同一地區在6個月內相繼出現日全食和日環食是中國四川省東部、重庆市大部和湖北省西部附近的2009年日全食和2010年日環食。也有遊客前往所罗门群岛和基里巴斯塔拉瓦环礁等太平洋上的島嶼，在觀看日環食之餘還參觀了第二次世界大战太平洋战争的瓜達爾卡納爾海戰、塔拉瓦戰役等戰役遺址。

## 相片集

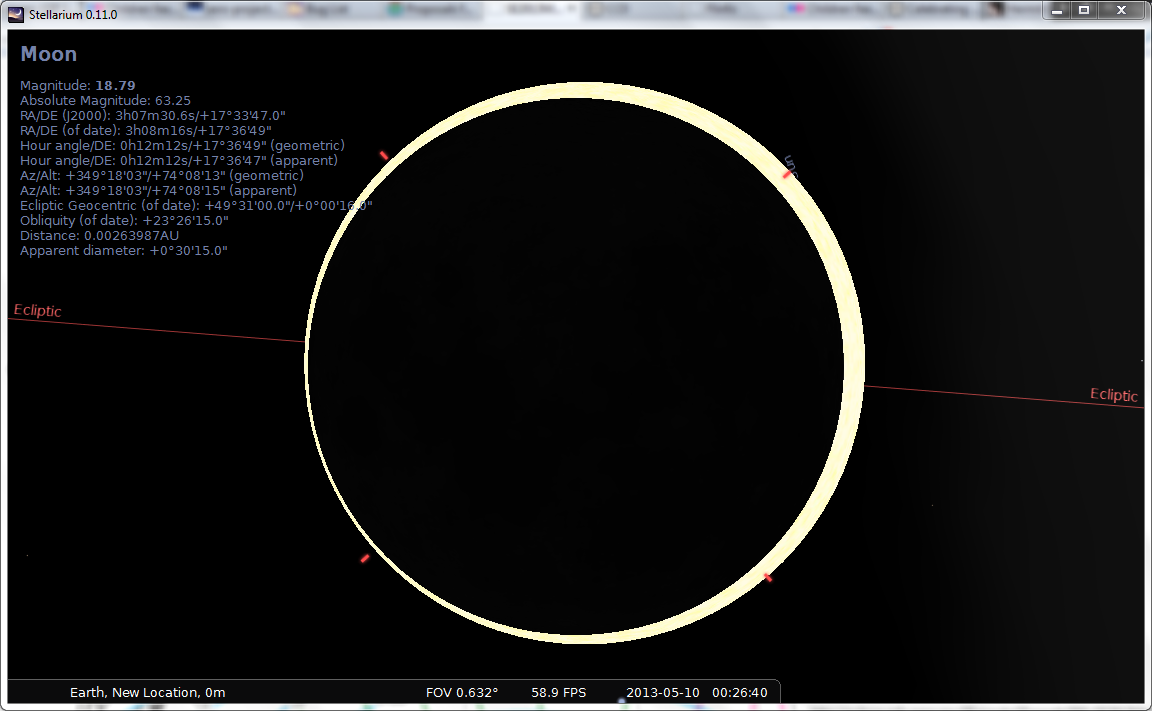
基里巴斯馬拉凱環礁的日食模擬圖
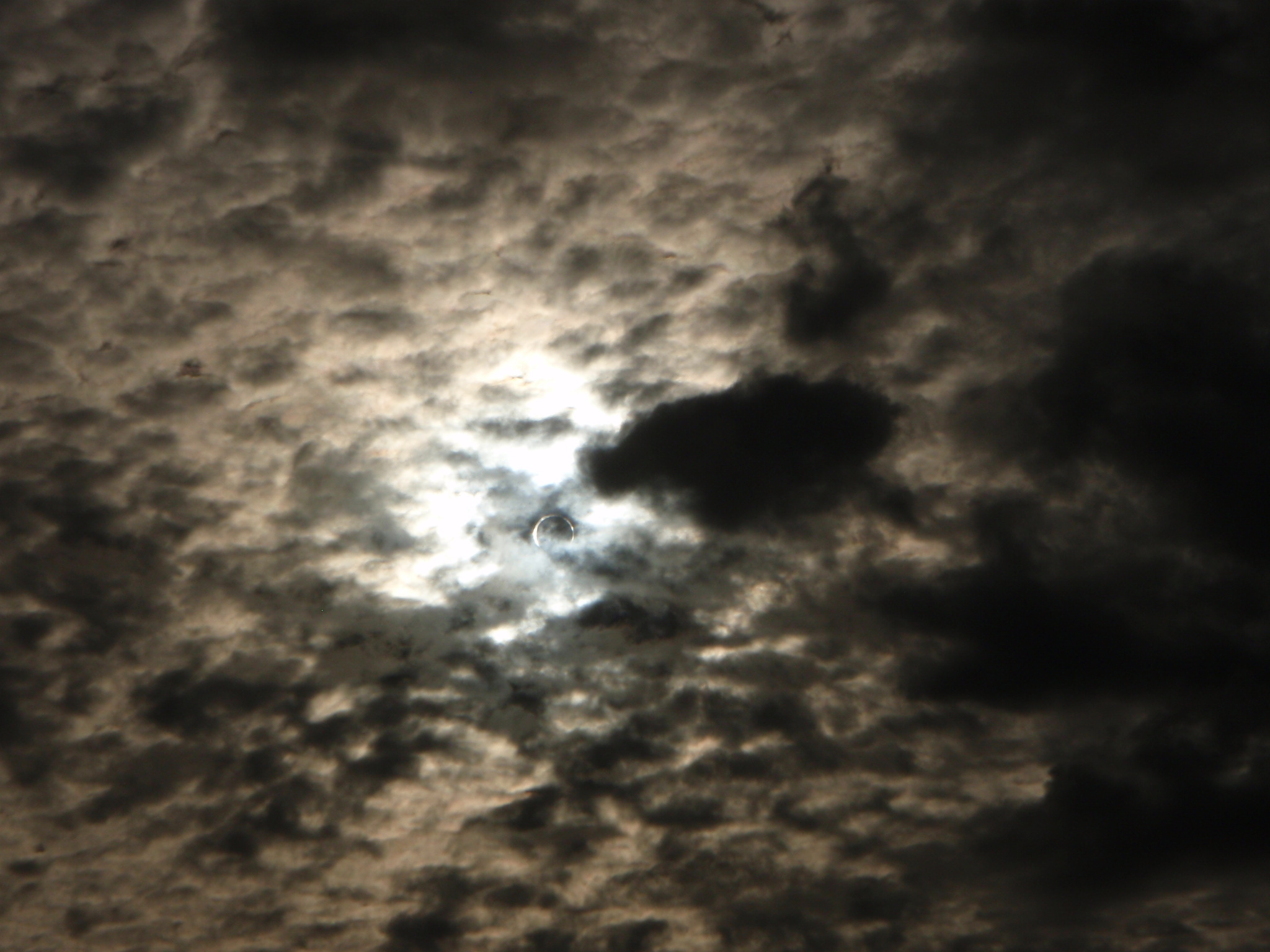
澳洲安東尼潟湖（英语：Anthony Lagoon），5月9日22:20 GMT
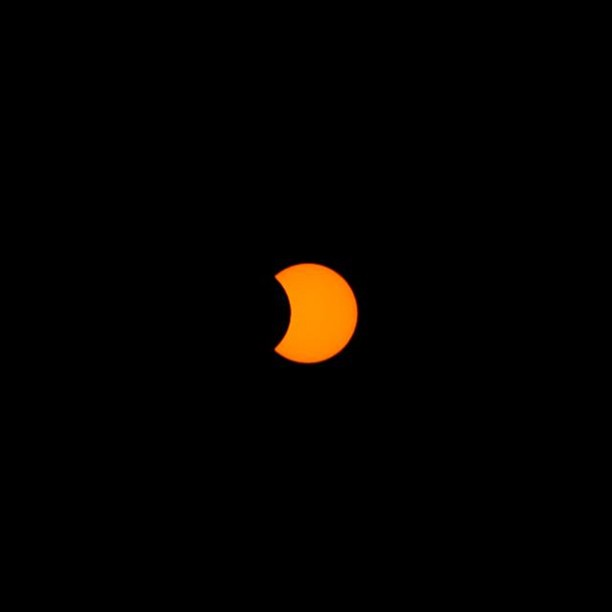
澳洲曼利海灘，5月9日22:30 GMT
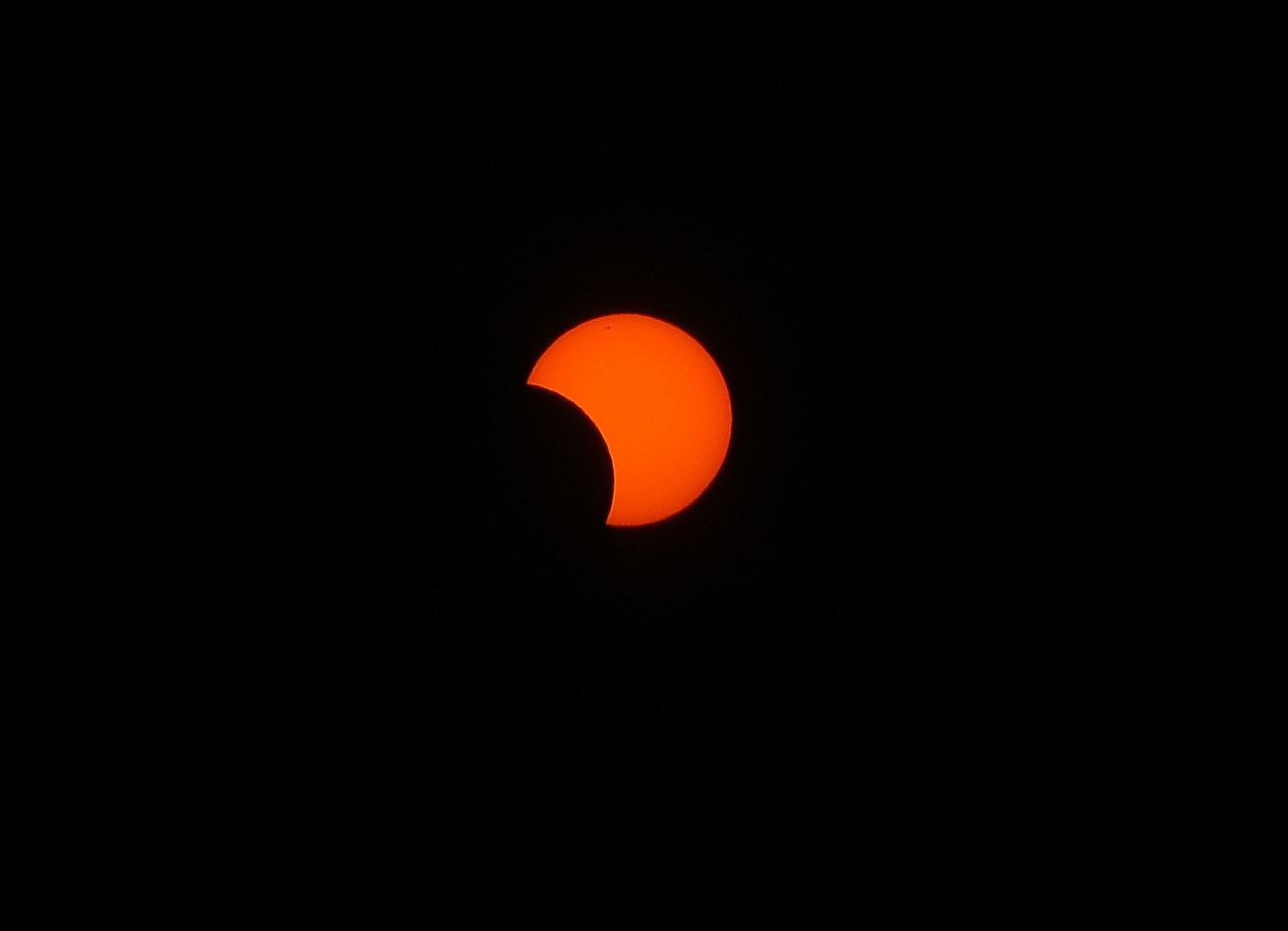
澳洲墨爾本濱海港區，5月9日22:49 GMT
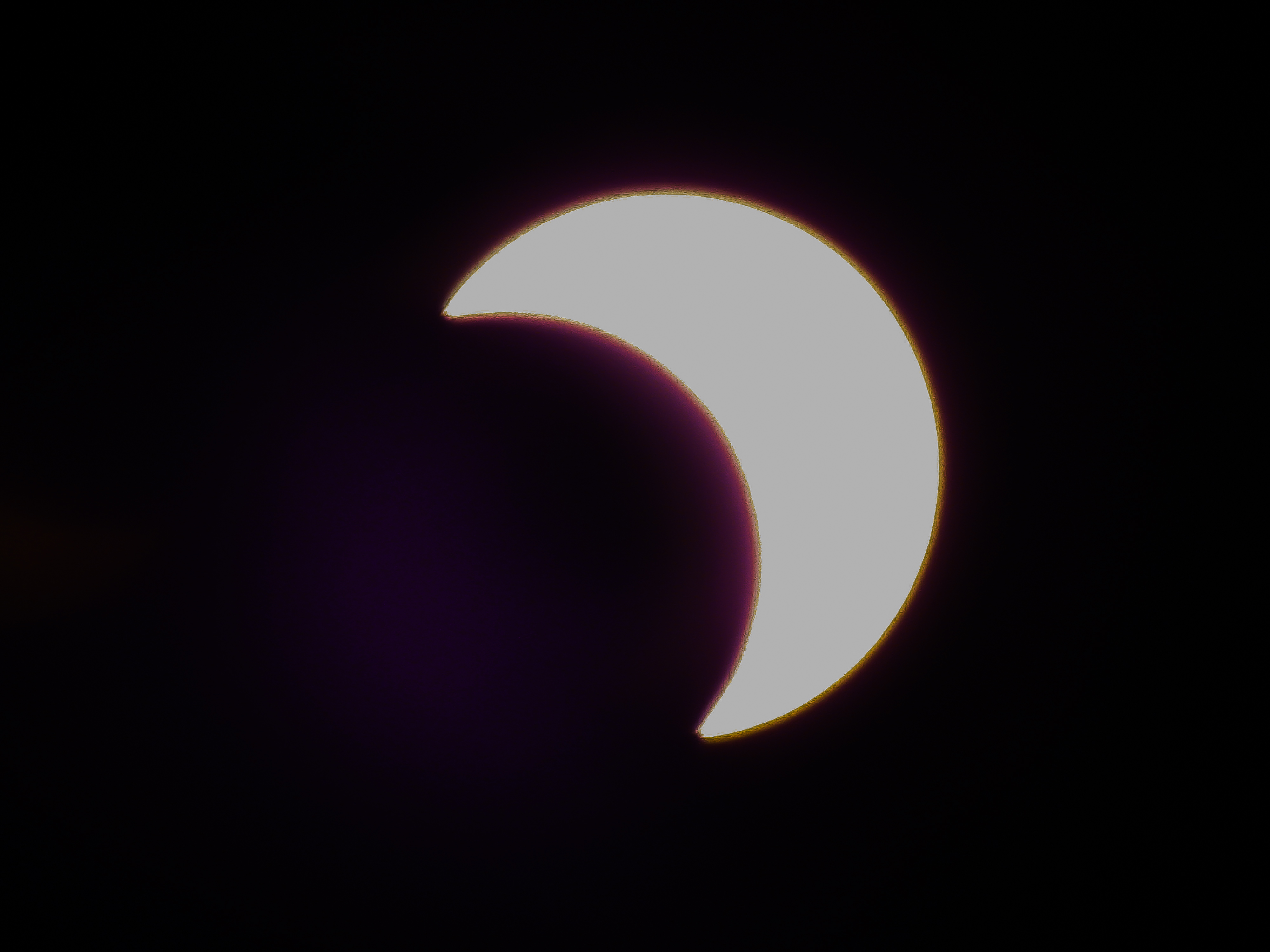
澳洲洛坎普頓，5月9日22:57 GMT
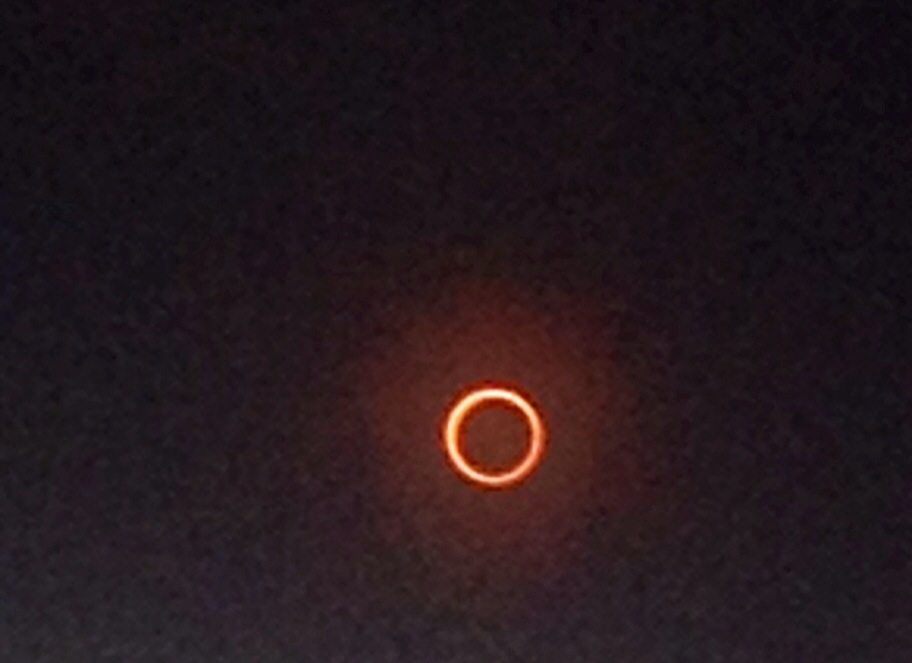
基里巴斯拜里基島，0:15 GMT
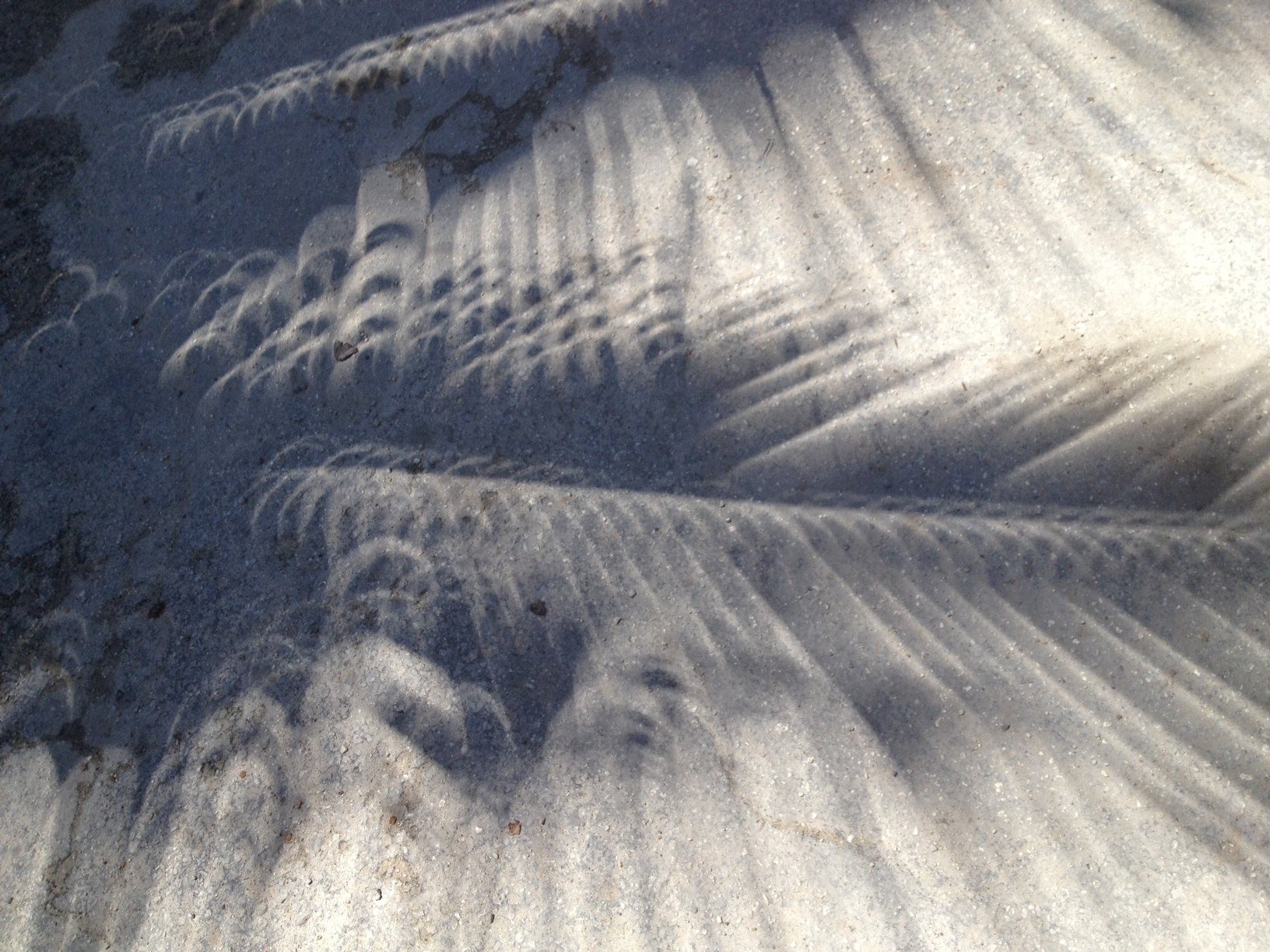
透過椰葉陰影觀看，攝於基里巴斯塔拉瓦環礁，0:30 GMT
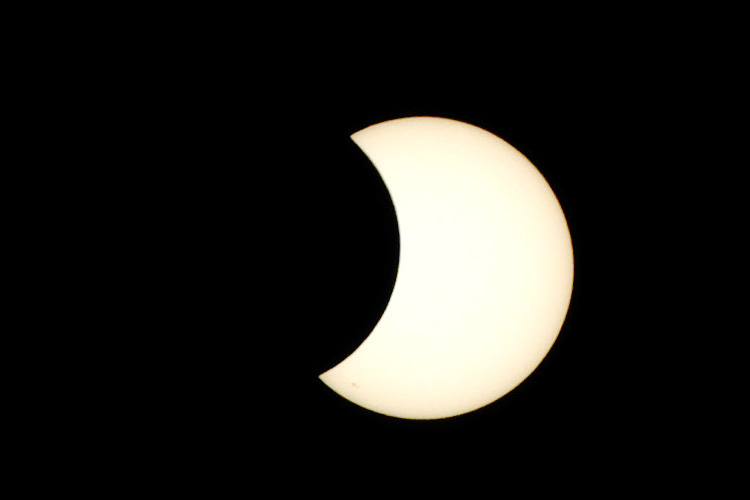
美國夏威夷州威基基，2:12 GMT

## 相關的日食

### 2011-2014年的日食
月球交替位於相對的月球交點時，以半個交點年（食年），即約177天又4小時間隔出現下列日食。
註：2011年1月4日和2011年7月1日的日偏食屬於上一組交點年系列。
| 日食列表  |           |           |           |           |           |           |           |           |           |           |           |
| 1997-2000 | 2000-2003 | 2004-2007 | 2008-2011 | 2011-2014 | 2015-2018 | 2018-2021 | 2022-2025 | 2026-2029 | 2029-2032 | 2033-2036 | 2036-2039 |

| 降交點                     | 降交點                   |                              | 升交點                    | 升交點 |
| 沙羅周期                   | 地圖                     | 沙羅周期                     | 地圖                      |        |
| 118 挪威特罗姆瑟的日偏食   | 2011年6月1日 偏食（北）  | 123                          | 2011年11月25日 偏食（南） |        |
| 128 美国米德爾蓋特的日環食 | 2012年5月20日 環食       | 133 澳洲凱恩斯的日全食       | 2012年11月13日 全食       |        |
| 138 澳洲丘吉爾石的日環食   | 2013年5月10日 環食       | 143 加蓬利伯维尔的日偏食     | 2013年11月3日 全環食      |        |
| 148 澳洲阿德萊德的日偏食   | 2014年4月29日 環食（南） | 153 美国明尼阿波利斯的日偏食 | 2014年10月23日 偏食（北） |        |

### 沙羅周期
沙羅周期長度為18年11天。本次日食屬於沙羅周期138，共包含70次日食，依次為1472年6月6日至1580年8月10日的7次日偏食、1598年8月31日至2482年2月18日的50次日環食、2500年3月1日的1次全環食（亦稱混合食）、2518年3月12日至2554年4月3日的3次日全食、2572年4月13日至2716年7月11日的9次日偏食，總共歷時1244.08年。其中最長的全食發生於2554年4月3日，共持續56秒。
下表列舉了1901年至2100年間發生的屬於該周期的日食，是第25至35次：
| 25            | 26            | 27            |
| ------------- | ------------- | ------------- |
| 1905年3月6日  | 1923年3月17日 | 1941年3月27日 |
| 28            | 29            | 30            |
| 1959年4月8日  | 1977年4月18日 | 1995年4月29日 |
| 31            | 32            | 33            |
| 2013年5月10日 | 2031年5月21日 | 2049年5月31日 |
| 34            | 35            |               |
| 2067年6月11日 | 2085年6月22日 |               |

## 資料來源
1. ↑  樊忠玉. . 中国天文科普网.   [2016-01-09]. （原始内容存档于2014-09-17）.
2. 1 2  Fred Espenak.  (PDF). NASA Eclipse Web Site.   [2016-01-09]. （原始内容存档 (PDF)于2016-01-17）.（英文）
3. ↑  Fred Espenak. . NASA Eclipse Web Site.   [2016-01-09]. （原始内容存档于2016-03-05）.（英文）
4. ↑  Xavier M. Jubier. .   [2016-01-10]. （原始内容存档于2015-03-20）.（法文）（英文）
5. ↑  Fred Espenak. . NASA Eclipse Web Site.   [2016-01-09]. （原始内容存档于2008-08-08）.（英文）
6. ↑  Fred Espenak. . NASA Eclipse Web Site.   [2016-01-09]. （原始内容存档于2016-03-07）.（英文）
7. ↑  . AGENCE FRANCE-PRESSE. RawStory. 2013-05-10  [2016-01-09]. （原始内容存档于2015-12-10）.（英文）
8. ↑  . Space.com. 2013-05-08  [2016-01-09]. （原始内容存档于2016-01-26）.（英文）
9. ↑  . Eclipse Tours.   [2016-01-09]. （原始内容存档于2016-01-22）.（英文）
10. ↑  Fred Espenak. . NASA Eclipse Web Site.（英文）

## 外部連結
- NASA日食專頁（页面存档备份，存于）（英文）
- 可見區域圖和時間統計：由弗雷德·埃斯佩纳克做出的日食預報，NASA/GSFC
  - Google互動地圖呈現的日食範圍
  - 貝塞爾元素
- Google地圖顯示的日環食和日偏食範圍（页面存档备份，存于）（法文）（英文）

圖片：
- 澳洲約克岬上空的日環食，2013年5月11日每日一天文圖，拍攝於澳大利亚昆士蘭州柯恩（英语：Coen, Queensland）
- 日偏食與飛機，2013年5月13日每日一天文圖，拍攝於澳大利亚弗里曼特爾

| \| \| 日食 \|                              |                              |                                           |
| 上一次日食： 2012年11月13日日食 （日全食） | 2013年5月10日日食 （日環食） | 下一次日食： 2013年11月3日日食 （全環食） |
| 上一次日環食： 2012年5月20日日食           | 2013年5月10日日食 （日環食） | 下一次日環食： 2014年4月29日日食          |
|                                            | 日食                         |                                           |